# 老底嘉
老底嘉（希腊语：Λαοδίκεια πρός τοῦ Λύκου）天主教譯為勞狄刻雅，是弗里吉亚的古代都市（也归属于卡里亚和吕底亚），兴建於安纳托利亚的呂卡士河（Lycus）河畔，靠近现代土耳其代尼兹利省的城市代尼兹利。

## 历史
老底嘉座落在呂卡士河的支流阿索普斯和卡普鲁斯峡谷之间的一座小山上。该城最初称为迪奥斯波利斯，“宙斯之城”，后来称为羅達斯，再改稱為老底嘉（Laodicea）。
老底嘉由安条克二世兴建于公元前261-253年，以纪念他的妻子劳迪丝一世，可能是建立在旧城镇的原址上。它位于主要的大道上，在歌罗西以西大约17公里，希拉波利斯以南大约10公里。，以弗所以东大约160公里。據斯特拉波所說，此城在一條主要的道路上。它位於弗里吉亚境内，但是有些古代的作者将老底嘉列入其他的行省-也难怪，因为这些地区的确切范围变化无常，缺乏稳定性。例如托勒密和斐洛斯特拉图斯）称其为卡里亚的城市，而拜占庭的斯特凡诺斯 (s. v.)则说它属于吕底亚。
起初，老底嘉并不是一个重要的地方，但她很快就达到了高度的繁荣。在公元前220年，她的国王是阿凱夫斯。公元前188年，城市由帕加馬王國管治，直至前133年改由羅馬統治。在羅馬共和國與本都爆發米特里達梯戰爭期間，老底嘉受到嚴重的破壞，但在羅馬統治下很快得到恢復。在共和國結束和羅馬帝國開始的時候，老底嘉因其位置於貿易路線上而獲益，成為安納托利亞其中一個繁榮的商業城市。

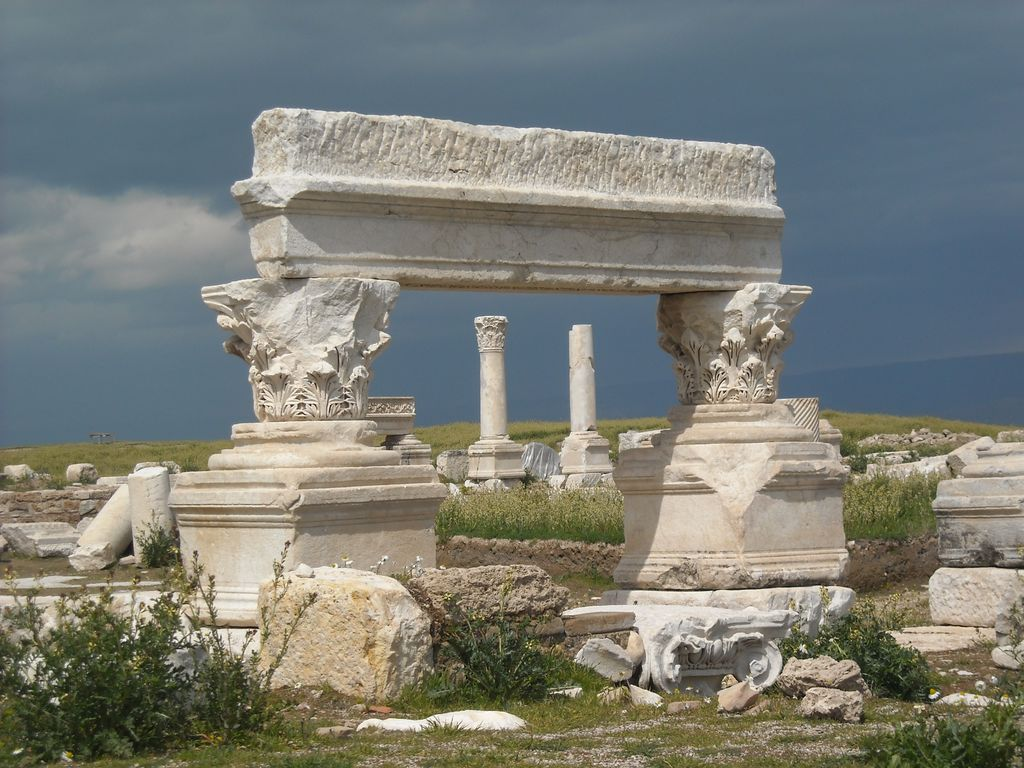
老底嘉中的古典建築遺址

另外，老底嘉亦時常受到地震破壞，尤其是在公元60年尼祿統治時所發生的一場巨大震盪，使整座城市遭到毀滅。然而當地居民反對帝國的援助來重建城市，並以自己的財富修復出一座帶有古希臘藝術風情的城市，現今在其遺址仍顯然易見。老底嘉的居民亦以漂亮的紀念碑裝飾城市。
在羅馬時期老底嘉獲得了自由城市的稱號。
拜占庭時期，帝國的作者經常提起老底嘉，尤以科穆寧王朝時期為甚。在1119年，約翰二世·科穆寧和他領導的軍隊從塞爾柱土耳其人手中奪回該城。雖然曼努埃爾一世加強了城市的防禦，但老底嘉仍在隨後因為土耳其人和蒙古人的入侵而遭到毀滅，今只剩頹垣。